# Ken Bald

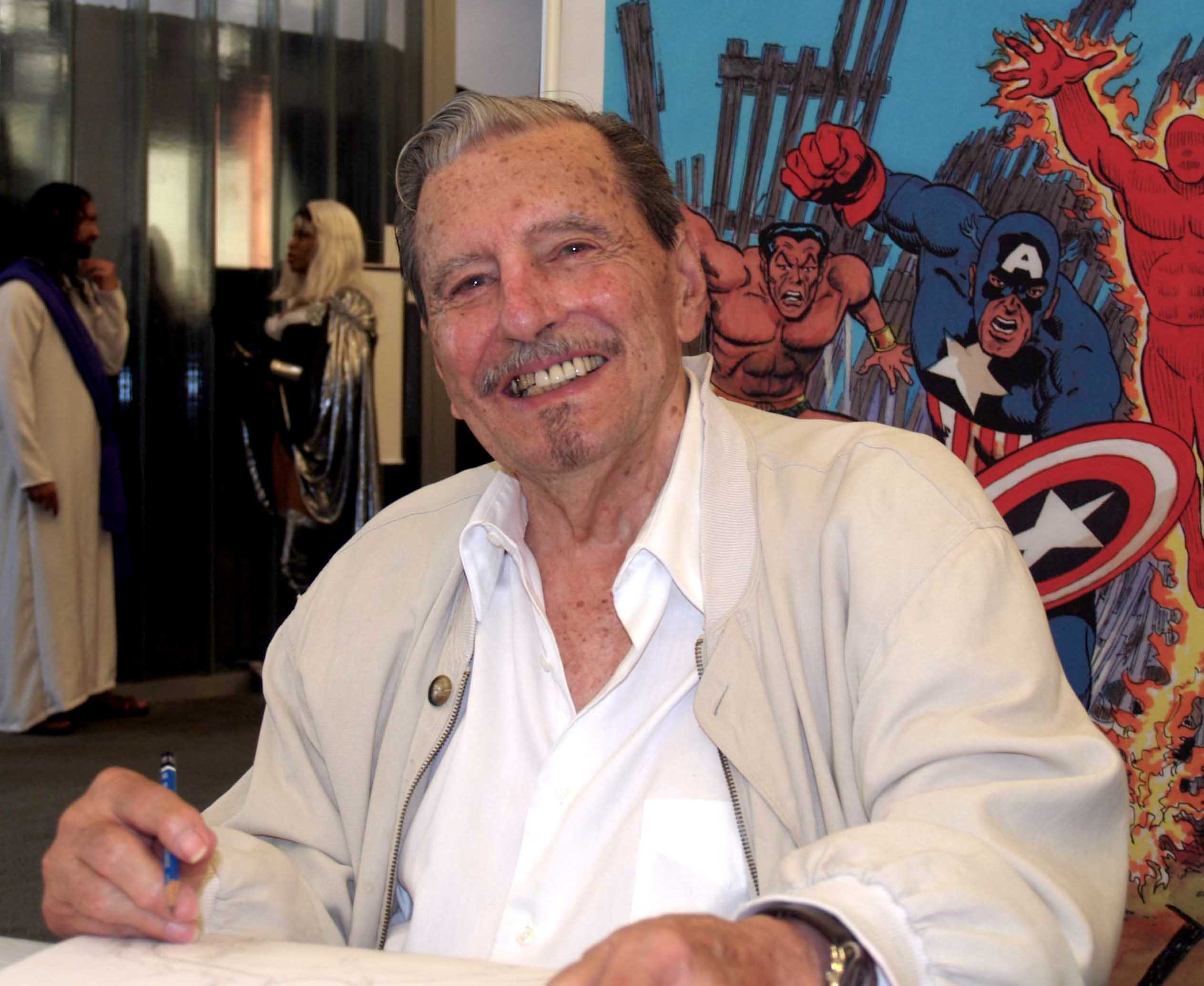
Ken Bald 2013

Kenneth Bald, Pseudonym K. Bruce (* 1. August 1920 in New York City, New York; † 17. März 2019), war ein US-amerikanischer Comiczeichner.

## Leben
Nach einer Ausbildung am Pratt Institute wurde Bald angestellter Zeichner im Studio von Jack Binder, einem Bruder Otto Binders, wo er, teilweise unter dem Pseudonym K. Bruce an diversen Superhelden-Comics mitwirkte.
Im Jahr 1943 wurde Bald für drei Jahre zur Marine eingezogen. Nach seiner Rückkehr war er erneut als Zeichner im Bereich Superhelden tätig. Im Jahr 1957 wurde er vom King Features Syndicate beauftragt, den daily strip Judd Saxon zu zeichnen. Autor des Strips war Jerry Brondfield. Im Jahr 1962 entstand in Zusammenarbeit mit dem Comicautor Elliot Caplin eine Comicadaption des Dr. Kildare. Diese Serie hielt Bald bis zu seinem beruflichen Rückzug im Jahr 1984.
Auf Deutsch sind von Bald Comics aus der Reihe Dr. Kildare im Bildschriftenverlag veröffentlicht worden.